# Svetice
Svetice su naselje u Republici Hrvatskoj, u sastavu Grada Ozlja, u Karlovačkoj županiji. 
Nazvane su po trima kapelama posvećenima Blaženoj Djevici Mariji, sv. Margareti i sv. Katarini.
U Sveticama se nalazi pavlinski samostan i crkva Rođenja Blažene Djevice Marije.
Dana, 30. ožujka 1947. godine nakon jutarnje nedjeljne mise na putu iz Župe Ozalj u Župu Svetice, komunisti ubijaju slovenskoga svećenika Janeza Strašeka, svetičkoga župnika (od 8. rujna 1946.)

## Stanovništvo
Prema popisu stanovništva iz 2021. godine, naselje je imalo 17 stanovnika.
| broj stanovnika | 40    | 66    | 85    | 77    | 85    | 91    | 72    | 73    | 86    | 91    | 75    | 66    | 51    | 47    | 31    | 21    | 17    |
|                 | 1857. | 1869. | 1880. | 1890. | 1900. | 1910. | 1921. | 1931. | 1948. | 1953. | 1961. | 1971. | 1981. | 1991. | 2001. | 2011. | 2021. |